# Internazionali di Tennis di Baviera 2001 - Qualificazioni singolare
Le qualificazioni del singolare degli Internazionali di Tennis di Baviera 2001 sono state un torneo di tennis preliminare per accedere alla fase finale della manifestazione. I vincitori dell'ultimo turno sono entrati di diritto nel tabellone principale. In caso di ritiro di uno o più giocatori aventi diritto a questi sono subentrati i lucky loser, ossia i giocatori che hanno perso nell'ultimo turno ma che avevano una classifica più alta rispetto agli altri partecipanti che avevano comunque perso nel turno finale.
Le qualificazioni del singolare prevedevano 32 partecipanti di cui 4 sono entrati nel tabellone principale.

## Teste di serie
1. Markus Hipfl (ultimo turno)
2. Markus Hantschk (primo turno)
3. Tomáš Zíb (Qualificato)
4. Clemens Trimmel (primo turno)

1. Martín Rodríguez (primo turno)
2. Petr Kralert (secondo turno)
3. Tomas Behrend (Qualificato)
4. Stéphane Huet (primo turno)

## Qualificati
1. Tomas Behrend
2. Werner Eschauer

1. Tomáš Zíb
2. Flávio Saretta

## Tabellone

### Legenda
| - Q = Qualificato - WC = Wild card - LL = Lucky loser | - ALT = Alternate - SE = Special Exempt - PR = Protected Ranking | - w/o = Walkover - r = Ritirato - d = Squalificato |

### Sezione 1
|  | Primo turno         | Primo turno         | Primo turno    | Primo turno | Primo turno |  |  | Secondo turno | Secondo turno       | Secondo turno | Secondo turno | Secondo turno |   |   | Ultimo turno | Ultimo turno | Ultimo turno | Ultimo turno | Ultimo turno |  |
|  |                     |                     |                |             |             |  |  |               |                     |               |               |               |   |   |              |              |              |              |              |  |
|  | 1                   | Markus Hipfl        | Markus Hipfl   | 6           | 6           |  |  |               |                     |               |               |               |   |   |              |              |              |              |              |  |
|  |                     | Philipp Hammer      | Philipp Hammer | 0           | 0           |  |  | 1             | Markus Hipfl        | Markus Hipfl  | 6             | 6             |   |   |              |              |              |              |              |  |
|  | Petr Luxa           | Petr Luxa           | 6              | 3           | 6           |  |  |               | Petr Luxa           | Petr Luxa     | 1             | 3             |   |   |              |              |              |              |              |  |
|  | Gastón Etlis        | Gastón Etlis        | 3              | 6           | 3           |  |  |               |                     |               |               |               |   |   | 1            | Markus Hipfl | Markus Hipfl | 2            | 2            |  |
|  | Vincenzo Santopadre | Vincenzo Santopadre | 5              | 6           | 6           |  |  |               |                     | 7             | Tomas Behrend | Tomas Behrend | 6 | 6 |              |              |              |              |              |  |
|  | Francisco Costa     | Francisco Costa     | 7              | 4           | 2           |  |  |               | Vincenzo Santopadre | 6             | 4             | 2             |   |   |              |              |              |              |              |  |
|  | 7                   | Tomas Behrend       | Tomas Behrend  | 6           | 6           |  |  | 7             | Tomas Behrend       | 1             | 6             | 6             |   |   |              |              |              |              |              |  |
|  |                     | Uli Kiendl          | Uli Kiendl     | 1           | 3           |  |  |               |                     |               |               |               |   |   |              |              |              |              |              |  |

### Sezione 2
|  | Primo turno      | Primo turno      | Primo turno     | Primo turno | Primo turno |  |  | Secondo turno    | Secondo turno    | Secondo turno    | Secondo turno   | Secondo turno   |   |   | Ultimo turno     | Ultimo turno     | Ultimo turno     | Ultimo turno | Ultimo turno |  |
|  |                  |                  |                 |             |             |  |  |                  |                  |                  |                 |                 |   |   |                  |                  |                  |              |              |  |
|  |                  | Radek Štěpánek   | Radek Štěpánek  | 6           | 6           |  |  |                  |                  |                  |                 |                 |   |   |                  |                  |                  |              |              |  |
|  | 2                | Markus Hantschk  | Markus Hantschk | 4           | 4           |  |  | Radek Štěpánek   | Radek Štěpánek   | Radek Štěpánek   | 65              | 2               |   |   |                  |                  |                  |              |              |  |
|  | Marcus Sarstrand | Marcus Sarstrand | 7               | 5           | 6           |  |  | Marcus Sarstrand | Marcus Sarstrand | Marcus Sarstrand | 7               | 6               |   |   |                  |                  |                  |              |              |  |
|  | Renzo Furlan     | Renzo Furlan     | 63              | 7           | 2           |  |  |                  |                  |                  |                 |                 |   |   | Marcus Sarstrand | Marcus Sarstrand | Marcus Sarstrand | 1            | 1            |  |
|  | Werner Eschauer  | Werner Eschauer  | Werner Eschauer | 6           | 6           |  |  |                  |                  | Werner Eschauer  | Werner Eschauer | Werner Eschauer | 6 | 6 |                  |                  |                  |              |              |  |
|  | Heiko Bollich    | Heiko Bollich    | Heiko Bollich   | 2           | 1           |  |  | Werner Eschauer  | Werner Eschauer  | 6                | 4               | 6               |   |   |                  |                  |                  |              |              |  |
|  |                  | Andy Fahlke      | Andy Fahlke     | 6           | 7           |  |  | Andy Fahlke      | Andy Fahlke      | 3                | 6               | 0               |   |   |                  |                  |                  |              |              |  |
|  | 8                | Stéphane Huet    | Stéphane Huet   | 2           | 5           |  |  |                  |                  |                  |                 |                 |   |   |                  |                  |                  |              |              |  |

### Sezione 3
|  | Primo turno           | Primo turno           | Primo turno           | Primo turno | Primo turno |  |  | Secondo turno | Secondo turno         | Secondo turno         | Secondo turno  | Secondo turno  |   |   | Ultimo turno | Ultimo turno | Ultimo turno | Ultimo turno | Ultimo turno |  |
|  |                       |                       |                       |             |             |  |  |               |                       |                       |                |                |   |   |              |              |              |              |              |  |
|  | 3                     | Tomáš Zíb             | Tomáš Zíb             | 7           | 6           |  |  |               |                       |                       |                |                |   |   |              |              |              |              |              |  |
|  |                       | Robin Vik             | Robin Vik             | 63          | 0           |  |  | 3             | Tomáš Zíb             | Tomáš Zíb             | 6              | 6              |   |   |              |              |              |              |              |  |
|  | Philipp Kohlschreiber | Philipp Kohlschreiber | Philipp Kohlschreiber | 7           | 6           |  |  |               | Philipp Kohlschreiber | Philipp Kohlschreiber | 3              | 3              |   |   |              |              |              |              |              |  |
|  | Ivo Heuberger         | Ivo Heuberger         | Ivo Heuberger         | 5           | 0           |  |  |               |                       |                       |                |                |   |   | 3            | Tomáš Zíb    | Tomáš Zíb    | 6            | 6            |  |
|  | Johan Örtegren        | Johan Örtegren        | Johan Örtegren        | 6           | 6           |  |  |               |                       |                       | Johan Örtegren | Johan Örtegren | 1 | 0 |              |              |              |              |              |  |
|  | Frank Pokorny         | Frank Pokorny         | Frank Pokorny         | 4           | 4           |  |  |               | Johan Örtegren        | Johan Örtegren        | 6              | 6              |   |   |              |              |              |              |              |  |
|  | 6                     | Petr Kralert          | 7                     | 4           | 6           |  |  | 6             | Petr Kralert          | Petr Kralert          | 4              | 4              |   |   |              |              |              |              |              |  |
|  |                       | Michael Kohlmann      | 5                     | 6           | 3           |  |  |               |                       |                       |                |                |   |   |              |              |              |              |              |  |

### Sezione 4
|  | Primo turno     | Primo turno         | Primo turno         | Primo turno | Primo turno |  |  | Secondo turno       | Secondo turno       | Secondo turno  | Secondo turno  | Secondo turno |   |   | Ultimo turno | Ultimo turno | Ultimo turno | Ultimo turno | Ultimo turno |  |
|  |                 |                     |                     |             |             |  |  |                     |                     |                |                |               |   |   |              |              |              |              |              |  |
|  |                 | Daniel Melo         | 6                   | 5           | 6           |  |  |                     |                     |                |                |               |   |   |              |              |              |              |              |  |
|  | 4               | Clemens Trimmel     | 4                   | 7           | 1           |  |  | Daniel Melo         | Daniel Melo         | Daniel Melo    | 6              | 6             |   |   |              |              |              |              |              |  |
|  | Ján Krošlák     | Ján Krošlák         | Ján Krošlák         | 7           | 6           |  |  | Ján Krošlák         | Ján Krošlák         | Ján Krošlák    | 3              | 2             |   |   |              |              |              |              |              |  |
|  | Adrián García   | Adrián García       | Adrián García       | 5           | 4           |  |  |                     |                     |                |                |               |   |   | Daniel Melo  | Daniel Melo  | 1            | 7            | 1            |  |
|  | Flávio Saretta  | Flávio Saretta      | 65                  | 6           | 6           |  |  |                     |                     | Flávio Saretta | Flávio Saretta | 6             | 5 | 6 |              |              |              |              |              |  |
|  | John van Lottum | John van Lottum     | 7                   | 1           | 3           |  |  | Flávio Saretta      | Flávio Saretta      | 7              | 4              | 2             |   |   |              |              |              |              |              |  |
|  |                 | Marcelo Charpentier | Marcelo Charpentier | 6           | 6           |  |  | Marcelo Charpentier | Marcelo Charpentier | 62             | 6              | 1r            |   |   |              |              |              |              |              |  |
|  | 5               | Martín Rodríguez    | Martín Rodríguez    | 2           | 1           |  |  |                     |                     |                |                |               |   |   |              |              |              |              |              |  |